# 500 meter-veiligheidszone

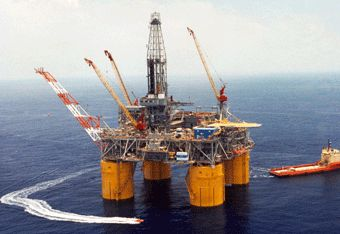
Het Mars-platform in de Golf van Mexico met een platformbevoorradingsschip langszij. Dit schip moet toestemming vragen aan het platform om diens 500 meter-zone binnen te mogen.

Een 500 meter-veiligheidszone is een zone rond kunstmatige eilanden, installaties en inrichtingen in een exclusieve economische zone om de veiligheid van deze kunstwerken en van de scheepvaart te bevorderen. Schepen mogen niet zonder toestemming deze zone invaren. Deze zones mogen niet ingesteld worden als deze belangrijke scheepvaartroutes hinderen, zoals in verkeersscheidingsstelsels. Behalve rond offshoreinstallaties, wordt deze zone ook wel aangehouden door schepen die werkzaam zijn in de offshore, zoals boorschepen, pijpenleggers en kraanschepen.
De veiligheidszone volgt uit artikel 60 van het VN-zeerechtverdrag:
4. De kuststaat kan, waar nodig, redelijke veiligheidszones instellen rond zulke kunstmatige eilanden, installaties en inrichtingen, waarbinnen hij passende maatregelen kan nemen ter verzekering van de veiligheid van zowel de scheepvaart als van de kunstmatige eilanden, installaties en inrichtingen.
5. De breedte van de veiligheidszone wordt vastgesteld door de kuststaat, met inachtneming van toepasselijke internationale normen. Zulke zones dienen zodanig te zijn dat wordt verzekerd dat zij op redelijke wijze zijn aangepast aan de aard en de functie van de kunstmatige eilanden, installaties of inrichtingen en zij mogen niet groter zijn dan 500 meter rondom, gemeten van elk punt van de buitenste lijn van deze eilanden, installaties of inrichtingen, behalve zoals toegestaan bij algemeen aanvaarde internationale normen of zoals aanbevolen door de bevoegde internationale organisatie. Aan de omvang van de veiligheidszones dient voldoende bekendheid te worden gegeven.
6. Alle schepen moeten deze veiligheidszones eerbiedigen en de algemeen aanvaarde internationale normen betreffende scheepvaart in de buurt van kunstmatige eilanden, installaties, inrichtingen en veiligheidszones naleven.
7. Kunstmatige eilanden, installaties en inrichtingen mogen niet worden opgericht en de veiligheidszones daaromheen mogen niet worden ingesteld, indien zulks het gebruik van erkende scheepvaartroutes, die van wezenlijk belang zijn voor de internationale scheepvaart, zou belemmeren.
De internationale normen uit 60.5 zijn geregeld in resolutie A.671(16) van de IMO.